# Garçons de Tokyo
Les garçons de Tokyo ou cadets de Tokyo est le surnom donné à un groupe de quarante-six jeunes recrues de l'armée nationale indienne qui furent envoyés par Subhash Chandra Bose suivre une formation de pilote à l'académie de l'armée impériale japonaise et l'Académie de l'Air de l'Armée impériale japonaise en 1944,. Faits prisonniers par les forces alliées après la défaite du Japon, ils furent relâchés en 1946 après les procès de l'armée nationale indienne. Les cadets devinrent des officiers de l'armée indienne, de la marine birmane, de l'armée pakistanaise ou des pilotes privés pour certains,. Certains d'entre eux devinrent même généraux.

## Membres notables
Ramesh Sakharam Benegal (en), commodore de la force aérienne indienne.